# Frans Pietersz. de Grebber

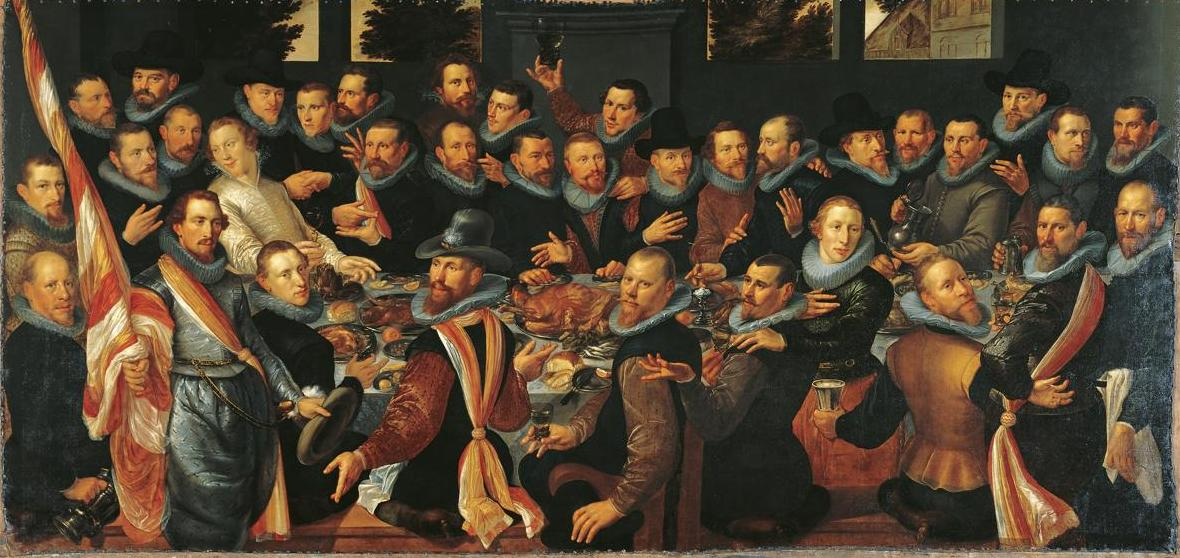
Maaltijd van een korporaalschap van de Cluveniersdoelen, 1610

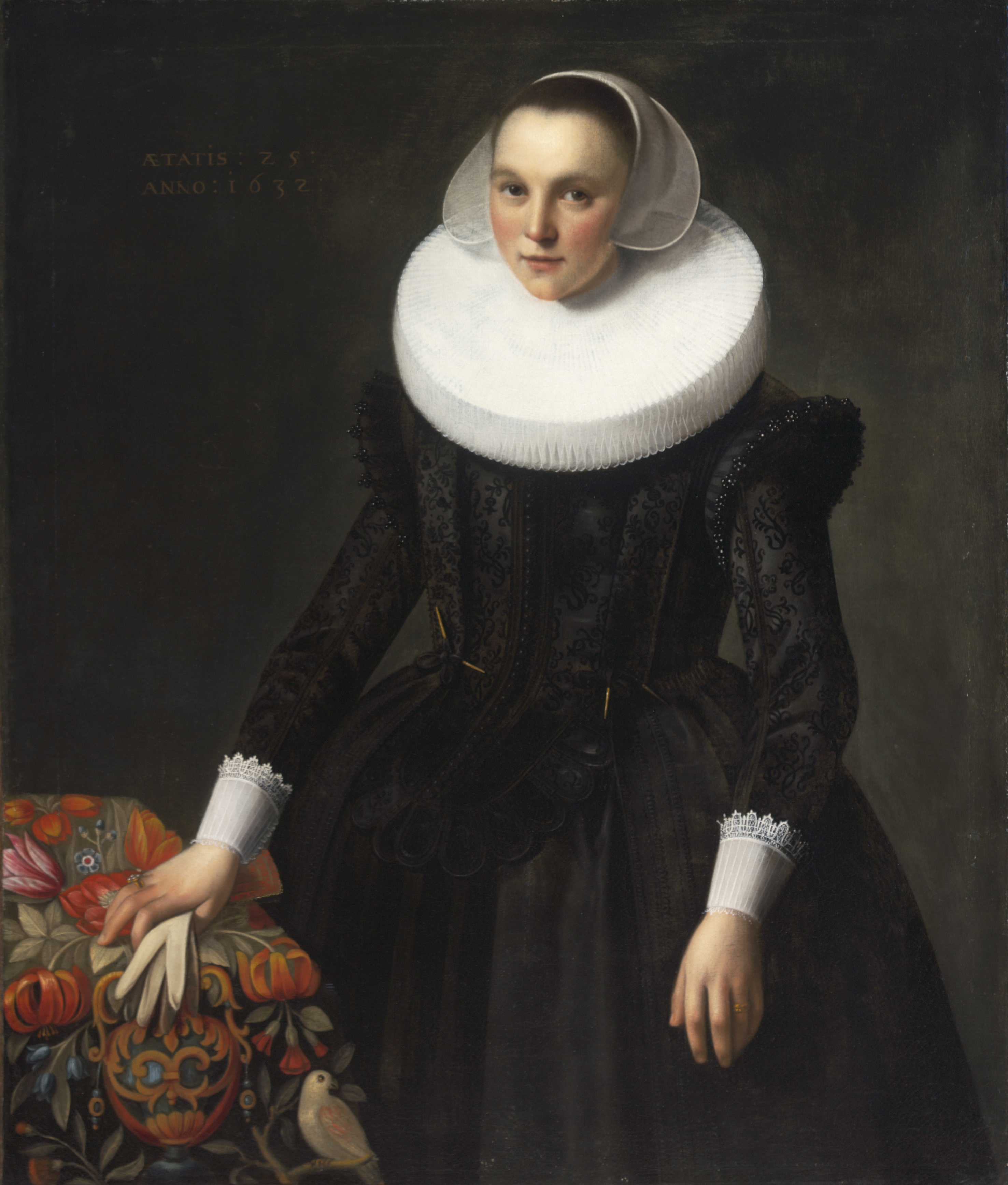
Portret van een jonge vrouw, 1632

Frans Pietersz de Grebber (Haarlem, 1573 - aldaar begraven op 6 maart 1649) was een Haarlemse schilder uit de Gouden Eeuw. Hij was in Haarlem tussen Cornelis Cornelisz. en Frans Hals de meest gewilde schilder van groepsportretten.

## Leven en carrière
De Grebber werd geboren en stierf in Haarlem. Zijn vader was de metselaar Pieter Mourings de Grebber. Hij was een leerling van Jacob Savery. Volgens Van Mander was hij een goede schilder van landschappen en portretten, en ontwerper van wandtapijten.
Hij trouwde ca. 1599 met Hillegont van Lijnhoven, met wie hij tien kinderen kreeg: drie hiervan - Pieter, Maria en Albert - werden zelf ook schilder.
Volgens Houbraken overtrof Pieter de Grebber zijn vader.
De Grebber werd rond 1600 lid van de Haarlemse Sint-Lucasgilde en bleef tot aan zijn dood een belangrijke burger van Haarlem. Naast zijn kinderen leerde hij het schildersvak aan Vincent Casteleyn, Peter Lely, Judith Leyster en Pieter Saenredam.
Voor de Haarlemse rederijkerskamer Trouw Moet Blycken schilderde hij een blazoen naar een ontwerp van Hendrick Goltzius.
- Biografisch Portaal: 05839485
- Gemeinsame Normdatei: 138828733
- International Standard Name Identifier: 0000 0001 1690 2680
- Nederlandse Thesaurus van Auteursnamen: 341691372
- RKD-Nederlands Instituut voor Kunstgeschiedenis: 33499
- Union List of Artist Names: 500050808
- Virtual International Authority File: 95450279
- WorldCat: E39PBJfx83KxVbwxxhGrPvqWjC